# NGC 4148
NGC 4148 ist eine linsenförmige Galaxie vom Hubble-Typ S0-a im Sternbild Jagdhunde am Nordsternhimmel. Sie ist schätzungsweise 223 Millionen Lichtjahre von der Milchstraße entfernt.
Das Objekt wurde am 7. Februar 1866 von Heinrich d’Arrest entdeckt.